# Sân bay quốc tế Hồng Kiều Thượng Hải
Sân bay quốc tế Hồng Kiều Thượng Hải (tên tiếng Anh: Shanghai Hongqiao International Airport (IATA: SHA, ICAO: ZSSS) (tiếng Hoa giản thể: 上海虹桥国际机场, tiếng Hoa phồn thể: 上海虹橋國際機場, bính âm: Shànghǎi Hóngqiáo Guójì Jīcháng, Dịch: Sân bay quốc tế Cầu Vồng Thượng Hải) là một trong hai sân bay ở Thượng Hải, Cộng hòa Nhân dân Trung Hoa. Sân bay này nằm ở phía Tây của khu đô thị hóa khá cao của Thượng Hải.

## Lịch sử
Trước khi xây dựng Sân bay quốc tế Phố Đông Thượng Hải năm 1999, Sân bay Hồng Kiều là sân bay quốc tế chính của Thượng Hải. Sân bay này hiện không có các chuyến bay quốc tế theo lịch trình, dù có phục vụ "thành phố-đến-thành phố" đến sân bay Haneda theo lịch sẽ bắt đầu vào ngày 29 tháng 9 năm 2007 và sau này là tới Sân bay quốc tế Gimpo.
Từ sân bay đến thành phố có taxi và xe buýt.
Sân bay này đã được chính quyền phê duyệt 15,3 tỷ Nhân dân tệ nâng cấp với việc xây thêm một nhà ga 250.000 m2 và một đường băng thứ hai dài 3300 m. Với sự mở rộng này, sân bay này sẽ được nâng cấp để có năng lực phục vụ mỗi năm 40 triệu khách đến năm 2015.

## Các hãng hàng không và các điểm đến

#### Nội địa
- Air China (Bắc Kinh, Quảng Châu, Quế Lâm, Quý Dương, Hohhot, Côn Minh, Thanh Đảo, Thiên Tân, Vũ Hán, Hạ Môn, Yên Đài)
- China Eastern Airlines (Bắc Kinh, Trường Sa, Đại Đồng, Phúc Châu, Ganzhou, Quảng Châu, Quế Lâm, Quý Dương, Hợp Phì, Hohhot, Huangyan, Tế Nam, Jinjiang, Côn Minh, Lan Châu, Lianyungang, Linyi, Liuzhou, Lạc Dương, Nam Xương, Nam Ninh, Ninh Bá, Thanh Đảo, Sán Đầu, Thạch Gia Trang, Thái Nguyên, Thiên Tân, Tokyo-Haneda [bắt đầu 29 tháng 9 năm 2007], Tunxi, Urumqi, Uy Hải, Ôn Châu, Vũ Hán, Wuyishan, Hạ Môn, Xuzhou, Yên Đài, Yibin, Yichang, Trịnh Châu, Chu San, Thành phố Hồ Chí Minh)
- China Southern Airlines (Bắc Kinh, Trường Sa, Đại Đồng, Quảng Châu, Quế Lâm, Quý Dương, Côn Minh, Nam Ninh, Nanyang, Tam Á, Sán Đầu, Urumqi, Vũ Hán, Yên Đài, Trịnh Châu)
- Hainan Airlines (Bắc Kinh, Changzhi, Dongying, Taiyuan, Thiên Tân, Weifang)
- Juneyao Airlines (Quế Lâm, Tam Á)
- Shandong Airlines (Tế Nam, Thanh Đảo, Yên Đào)
- Shanghai Airlines (Baotou, Bắc Kinh, Trường Sa, Phúc Châu, Quảng Châu, Quế Lâm, Guiyang, Hợp Phì, Hohhot, Tế Nam, Jiujiang, Côn Minh, Linyi, Mianyang, Nam Xương, Nam Ninh, Thanh Đảo, Sán Đầu, Thạch Gia Trang, Thái Nguyên, Thiên Tân, Tokyo-Haneda [bắt đầu từ 29/9/2007], Urumqi, Wanxian, Uy Hải, Ôn Châu, Vũ Hán, Hạ Môn, Xiangfan, Xuzhou, Yên Đài, Yichang, Yinchuan, Trịnh Châu)
- Shenzhen Airlines (Jingdezhen)
- Spring Airlines (Changde, Quế Lâm, Hải Khẩu, Mianyang, Nam Xương, Thanh Đảo, Tam Á, Thiên Tân, Ôn Châu, Hạ Môn, Chu Hải)
- Xiamen Airlines (Phúc Châu, Jinjiang, Nam Xương, Hạ Môn)

#### Quốc tế (Thành phố - đến - thành phố)
- Asiana Airlines (Seoul-Gimpo)
- All Nippon Airways (Tokyo-Haneda)
- China Eastern Airlines (Seoul-Gimpo, Tokyo-Haneda)
- Japan Airlines (Tokyo-Haneda)
- Korean Air (Seoul-Gimpo)
- Shanghai Airlines (Seoul-Gimpo, Tokyo-Haneda)